# East Zorra-Tavistock
East Zorra-Tavistock es un municipio canadiense situado en la provincia de Ontario.

## Superficie
East Zorra-Tavistock tiene una superficie de 241,96 km².

## Demografía
En 2021, tenía 7841 habitantes, una densidad poblacional de 32,4 hab./km², y 3055 viviendas.